# Вьетнамская каллиграфия
Вьетнамская каллиграфия (вьет. thư pháp Việt Nam; 越南 書法) использует несколько шрифтов, включая Тьы-хан (chữ Hán, китайские иероглифы), тьы-ном и основанный на латинице куокнгы (chữ Quốc ngữ). Исторически каллиграфы использовали первые два письма. Однако из-за принятия основанного на латыни куокнгы современная вьетнамская каллиграфия также использует латиницу.
На традиционную вьетнамскую каллиграфию сильно повлияла китайская каллиграфия. Как часть восточноазиатской культурной сферы, классический китайский язык часто использовался в качестве письменного средства общения, и в результате вьетнамская каллиграфия также следует стандартам китайской каллиграфии и использует тьы-хан во многих своих работах. Например, во времена династии Ли её стиль был очень похож на стиль китайской династии Тан (618-907). Во время правления династии Чан на стиль каллиграфии сильно повлияли китайские династии Сун (960–1279) и Юань (1271–1368).
Со временем Вьетнам разработал собственные стили каллиграфии для написания как классического китайского языка, так и тьы-ном. Во времена более поздней династии Ле во Вьетнаме был разработан стиль каллиграфии, названный «Nam tự» (南字, букв. «Южный шрифт») Фам Динь Хо (範廷琥) в его книге Ву Чунг Туй Бут («Vũ Trung Tùy Bút»; 雨中隨筆). Сначала он использовался только в канцелярских целях, но со временем приобрёл широкую популярность. Он также назывался «Lệnh Thư» (令書, букв. «Сценарий для указов») во Всеобъемлющей истории Вьетнама (Việt Sử Toát Yếu; 越史撮要) из-за его первоначальной бюрократической направленности.
В наше время преобладает каллиграфия на основе вьетнамской латиницы, так как тьы-ном и китайские иероглифы в значительной степени вышли из употребления. Каллиграфия куокнгы приобрела популярность во время движений Новой Поэзии и Свободной Поэзии из-за растущей популярности использования вьетнамского языка, а также влияния французской литературы. Современная вьетнамская каллиграфия, несомненно, находится под влиянием современной латинской скорописи. Предпочтение отдаётся каллиграфической кисти, а не перу или тростниковой ручке, как в западной каллиграфии. Подобно китайской, вьетнамская каллиграфия используется для записи стихов, для праздничных баннеров, вывесок и т. д.
- Баннер на куокнгы (латинская графика) [5] организован в блоки в китайском стиле.
- Каллиграфические шрифты Вьетнама
- "Люди в лодках" (Thuyền nhân)